# Marye Anne Fox
Marye Anne Payne Fox (Canton, 9 dicembre 1947 – Austin, 9 maggio 2021) è stata una chimica statunitense, la prima donna amministratrice delegata della North Carolina State University a Raleigh, nella Carolina del Nord, e nominata nell'aprile 2004 cancelliere dell'Università della California, San Diego. Nel 2010 Fox ha ricevuto dall'allora presidente Barack Obama la National Medal of Science.
Marye Anne Fox è stata una forza trainante nello sviluppo della fotochimica organica con ricerche rivoluzionarie che hanno trovato applicazioni nelle energie rinnovabili e nella chimica ambientale. Ha condotto una campagna per una più ampia inclusione, ad esempio, delle donne nella chimica.

## Biografia
Fox è nata a Canton, Ohio, e ha conseguito la laurea presso il Notre Dame College e il dottorato di ricerca presso il Dartmouth College, entrambi in chimica, sotto la guida di David M. Lemal con una tesi sui fotoriarrangiamenti degli alogenuri arilici. Durante questo periodo, ha anche lavorato come insegnante. È stata dal 1974 al 1976 ricercatrice post-dottorato presso l'Università del Maryland a College Park e dall'anno successivo assistente professore e poi professore presso l'Università del Texas ad Austin. Ha diretto il Center for Fast Kinetic Research ed è diventata vicepresidente della ricerca dell'università nel 1994. 

### Amministratrice universitaria
Nel 1980 ha ricevuto una borsa di ricerca dalla Alfred P. Sloan Foundation (Sloan Research Fellowship). Dal 1998 al 2004 è stata nominata dodicesimo Cancelliere della North Carolina State University di Raleigh, subentrando a Larry K. Monteith.  Dal 2004 al 2012 è stata Cancelliere dell'Università della California, San Diego. Ha ricoperto un incarico post-dottorato presso l'Università del Maryland a College Park dal 1974 al 1976. L'anno successivo, è entrata a far parte della facoltà dell'Università del Texas ad Austin e nel 1994 è diventata vicepresidente della ricerca. È stata la prima donna amministratrice delegata dell'università, in carica fino al luglio 2004. Durante il suo mandato come Cancelliere, il sistema UNC e il suo consiglio di amministrazione hanno condotto con successo una campagna, finanziata dai contribuenti, per un referendum che ha portato a un periodo significativo di crescita delle strutture fisiche del campus, in particolare del Centennial Campus. Il suo mandato è stato anche segnato da polemiche sugli aumenti salariali eccessivi per i membri della sua amministrazione e dal licenziamento di due importanti vice rettori, scelta che ha portato alle dimissioni del rettore e a una censura formale da parte del Senato della Facoltà dello Stato della Carolina del Nord.
Membro della National Academy of Sciences, Fox è stata presidente della società di ricerca scientifica Sigma Xi e anche come amministratrice universitaria ha mantenuto un programma di ricerca attivo nei campi della fotochimica organica e dell'elettrochimica. Nel 1985, Fox è stata la prima donna a tenere una conferenza plenaria al National Organic Symposium. Dal 1986 è stata co-editore del Journal of the American Chemical Society.
Nel 2004, è stata nominata Cancelliere presso l'Università della California, San Diego. Nello stesso anno, e nonostante il voto di censura della facoltà, il consiglio di amministrazione della NCSU le ha intitolato un edificio, il Marye Anne Fox Science Teaching Laboratory. Il 5 luglio 2011 ha preannunciato la sua intenzione di dimettersi da Cancelliere, a partire da giugno 2012, e di tornare alla sua attività di ricerca e insegnamento. Dal 2011 al 2013 è stata membro del consiglio di amministrazione del Dartmouth College.

### Consigliere scientifico di George W.Bush
Fox ha ricoperto il ruolo di consigliere scientifico di George W. Bush durante il suo mandato come governatore del Texas. Ha anche fatto parte del "Consiglio dei Consiglieri per la Scienza e la Tecnologia" del Presidente Bush ed è stata nella lista ristretta dei candidati a dirigere l'Ufficio della Casa Bianca per la Politica Scientifica e Tecnologica nell'amministrazione presidenziale di Bush.
È morta nella sua casa a Austin, in Texas, il 9 maggio 2021, a 73 anni di età, dopo una lunga malattia.

## Vita privata
È stata sposata con il professore di chimica James K. Whitesell dal 1990.

## Premi e onorificenze
- 1984 - Premio per la ricerca Agnes Fay Morgan, Iota Sigma Pi
- 1991 - Medaglia Havinga, prima donna a riceverla.[15]
- 1998 - Medaglia Garvan-Olin
- 2005 - Premio Charles Lathrop Parsons, American Chemical Society.[16]
- 2010 - Medaglia Nazionale della Scienza.[3][4]
- 2012 - Medaglia d'oro Othmer.[17][18][19]
- 2018 - Medaglia Revelle

Ha fatto parte della American Academy of Arts and Sciences e della American Philosophical Society.